# Leonard Slatter

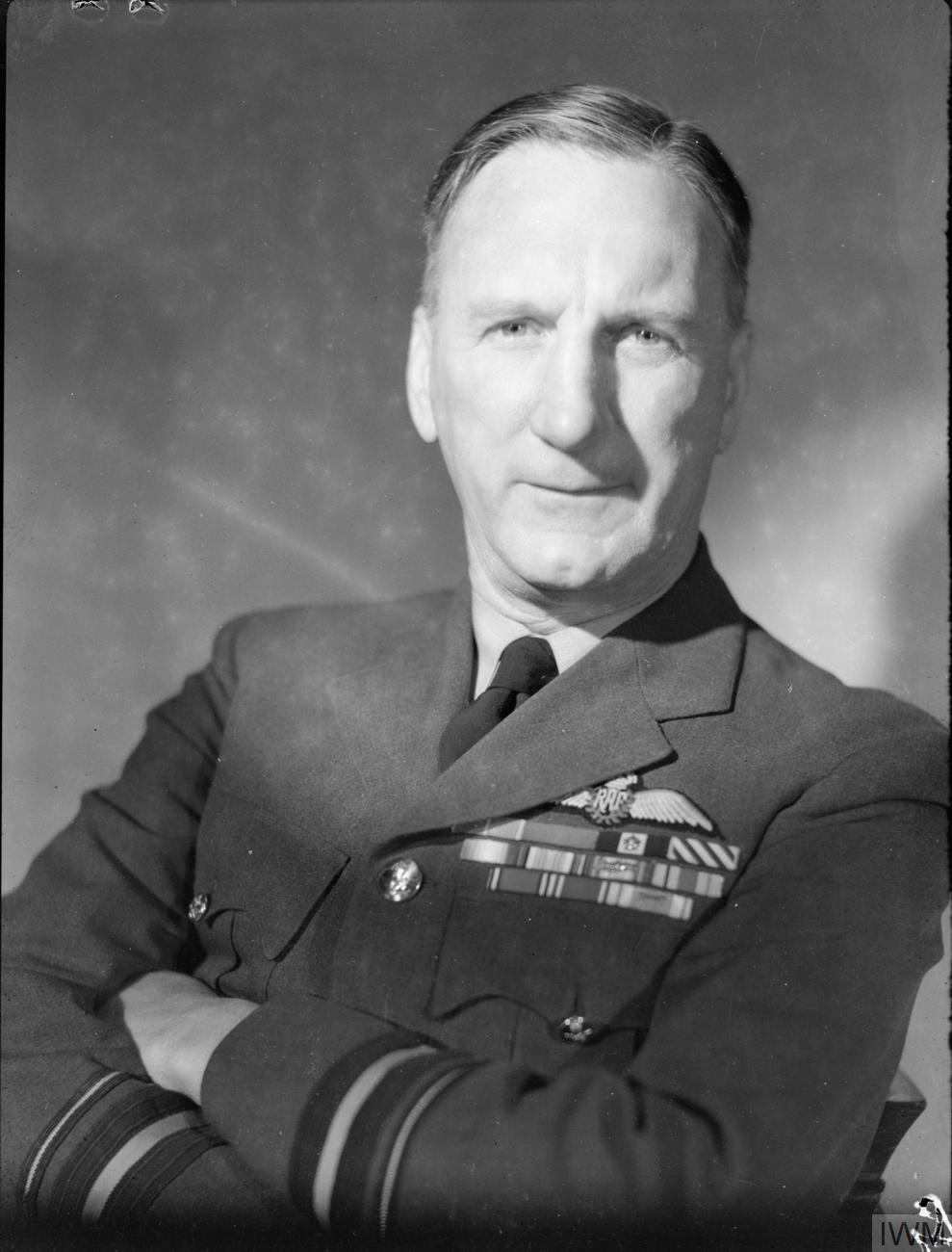
Leonard Slatter

Sir Leonard Horatio Slatter, KBE, CB, DSC & Bar, DFC (* 8. Dezember 1894 in Durban, Südafrika; † 14. April 1961 in Uxbridge) war ein britischer Generalleutnant (Air Marshal) der Royal Air Force (RAF), der zuletzt von 1945 bis 1948 Kommandierender General des Luftwaffenküstenkommandos (RAF Coastal Command) war.

## Leben

### Militärische Ausbildung und Verwendungen als Offizier
Slatter war zunächst als Bauingenieur tätig und trat zu Beginn des Ersten Weltkrieges 1914 als Versandfahrer in die Panzerfahrzeugdivision (Naval Armoured Car Division) der Royal Navy ein und absolvierte 1915 eine Ausbildung zum Beobachter zum Royal Naval Air Service (RNAS), den Luftstreitkräften der Royal Navy, und wurde am 8. November 1915 zum Leutnant (Sub-Lieutenant) befördert. Im Februar 1916 wurde er als Beobachter der Seeflugzeugstaffel nach Dünkirchen verlegt und begann im Juli 1916 eine Pilotenausbildung. Nachdem er am 14. November 1916 seine Pilotenausbildung mit der Zertifikat-Nummer 3912 des Royal Aero Club abgeschlossen hatte, wurde er am 29. November 1916 als Leutnant in den fliegerischen Dienst der RNAS übernommen und war zunächst Pilot auf dem Militärflugplatz Dover. Im Februar 1917 wurde er zunächst Pilot und später Fliegerischer Kommandeur der mit Sopwith 1½ Strutter-Doppeldecker-Kampfflugzeugen ausgerüsteten No. 13 Squadron RNAS in Dünkirchen. Am 17. November 1917 wurde ihm das Distinguished Service Cross (DSC) verliehen.
Nach Gründung der Royal Air Force (RAF) am 1. April 1918 wurde das No. 13 Squadron RNAS in No. 213 Squadron RAF umbenannt. Slatter selbst wurde im Juli 1918 in den Pilotenpool der RAF übernommen und 1919 Fliegerischer Kommandeur des A-Schwarms der mit Airco D.H.9-Doppeldeckern ausgestatteten No. 47 Squadron in Südrussland. Am 17. Mai 1918 wurde ihm eine Spange (Bar) zum Distinguished Service Cross sowie am 1. Januar 1919 auch das Distinguished Flying Cross (DFC) verliehen. Am 1. August 1919 wurde er als Berufssoldat (Permanent Commission) in die RAF übernommen und zum Hauptmann (Flight Lieutenant) befördert, wobei die Beförderung auf den 1. April 1918, das Gründungsdatum der RAF, zurückdatiert wurde. 1919 wurde er zudem mit dem Sankt-Stanislaus-Orden ausgezeichnet. Am 12. Juli 1920 wurde ihm das Offizierskreuz des Order of the British Empire (OBE) verliehen. Er wurde am 30. September 1920 Fliegerischer Kommandeur der No. 205 Squadron auf dem Luftwaffenstützpunkt RAF Leuchars sowie am 1. Oktober 1921 Fliegerischer Kommandeur der ebenfalls auf RAF Leuchars stationierten und mit Gloster Nightjar ausgerüsteten No. 203 Squadron. Nachdem er zeitweise Kommandeur der nunmehr im Osmanischen Reich stationierten No. 203 Squadron war, wurde er zwischen dem 11. Januar und 10. März 1922 mit halbem Sold (Half Pay List) beurlaubt. Im Anschluss wurde er am 1. März 1922 Fliegerischer Kommandeur und dann Kommandeur der No. 230 Squadron.

### Verwendungen als Stabsoffizier
Nach seiner Beförderung zum Major (Squadron Leader) am 1. Januar 1924 wurde Slatter am 26. Januar 1924 Kommandeur der Luftwaffenbasis Malta sowie im 24. Juni 1926 außerplanmäßiger Offizier im Luftwaffendepot. Anschließend wurde er am 6. September 1926 Kommandeur für Hochgeschwindigkeitsflugversuche der Seeflugzeugversuchseinrichtung MAEE (Marine Aircraft Experimental Establishment) sowie am 25. Januar 1928 Offizier im Stab des Superintendenten der RAF. Danach wurde er am 29. Juli 1929 zunächst Kommandeur der mit Siskin IIIA-Doppeldecker-Jagdflugzeugen ausgestatteten No. 19 Squadron auf dem Stützpunkt RAF Duxford sowie am 23. Oktober 1929 Kommandeur der ebenfalls mit Siskin IIIA-Jagdflugzeugen auf dem Stützpunkt RAF Hornchurch, ehe er bereits zwei Tage später am 25. Oktober 1929 Kommandeur dieses Luftwaffenstützpunktes wurde. Daraufhin übernahm er am 13. November 1930 den Posten als Kommandeur der mit Siskin IIIA-Jagdflugzeugen und auf dem Militärflughafen RAF Tangmere stationierten No. 43 Squadron.
Nach seiner Beförderung zum Oberstleutnant (Wing Commander) am 1. Januar 1932 wurde Slatter am 3. Januar 1932 zunächst abermals außerplanmäßiger Offizier im Luftwaffendepot und besuchte ab dem 2. Mai 1932 einen Taktiklehrgang für Stabsoffiziere in Portsmouth. Nach dessen Abschluss übernahm er am 22. August 1932 den Posten als Kommandeur der Luftverbände auf dem Flugzeugträger Courageous sowie am 9. August 1935 als Kommandant des Stützpunkts RAF Tangmere. Am 13. April 1937 wurde er Kommandant des Luftwaffenstützpunktes RAF Feltwell, wo er am 1. Juli 1937 auch zum Oberst (Group Captain) befördert wurde. Im Anschluss wurde er am 8. August 1939 Kommandant des Militärflughafens RAF Bassingbourn und bereits einen Monat später am 3. September 1939 Leitender Stabsoffizier SASO (Senior Air Staff Officer) der No. 1 Bomber Group RAF, ehe er am 2. Februar 1940 Verwaltungsstabsoffizier AOA (Air Officer in charge of Administration) der britischen Luftstreitkräfte im Irak.

### Aufstieg zumAir Marshal
Slatter wurde am 1. Juni 1940 zum Brigadegeneral (Air Commodore) befördert und übernahm am 17. August 1940 den Posten als Kommandeur (Air Officer Commanding) der No. 203 Group RAF. Am 30. Mai 1941 wurde er Companion des Order of the Bath (CB) und fand ab Juli 1941 Verwendung als Kommandeur der No. 201 (Naval Co-operation) Group RAF sowie 1942 als Kommandeur der  No 9 (Fighter) Group RAF. Aufgrund seiner Verdienste wurde er am 11. Juni 1942 im Kriegsbericht erwähnt (Mentioned in dispatches) und am 27. November 1942 zum Knight Commander des Order of the British Empire (KBE) geschlagen, so dass er fortan den Namenszusatz „Sir“ führte. Am 21. Februar 1943 wurde er Kommandeur der No. 15 Group RAF und als solcher am 1. Dezember 1944 zum Generalmajor (Air Vice Marshal) befördert.
Am 30. Juni 1945 löste Slatter Air Chief Marshal Sholto Douglas als Kommandierender General (Air Officer Commanding in Chief) des Luftwaffenküstenkommandos (RAF Coastal Command) ab und verblieb in dieser Funktion bis zum 1. November 1948, woraufhin Air Marshal John Baker seine Nachfolge antrat. Am 6. September 1946 wurde er Großoffizier des griechischen Orden Georgs I. sowie am 1. Juli 1947 noch zum Generalleutnant (Air Marshal) befördert. Am 1. Februar 1949 schied er aus dem aktiven Militärdienst aus und übernahm am 11. Juni 1951 den Posten als Deputy Lieutenant der Grafschaft Bedfordshire.